# Parahepomadus
Parahepomadus is een geslacht van kreeftachtigen uit de klasse van de Malacostraca (hogere kreeftachtigen).

## Soort
- Parahepomadus vaubani Crosnier, 1978